# Granacki Żleb

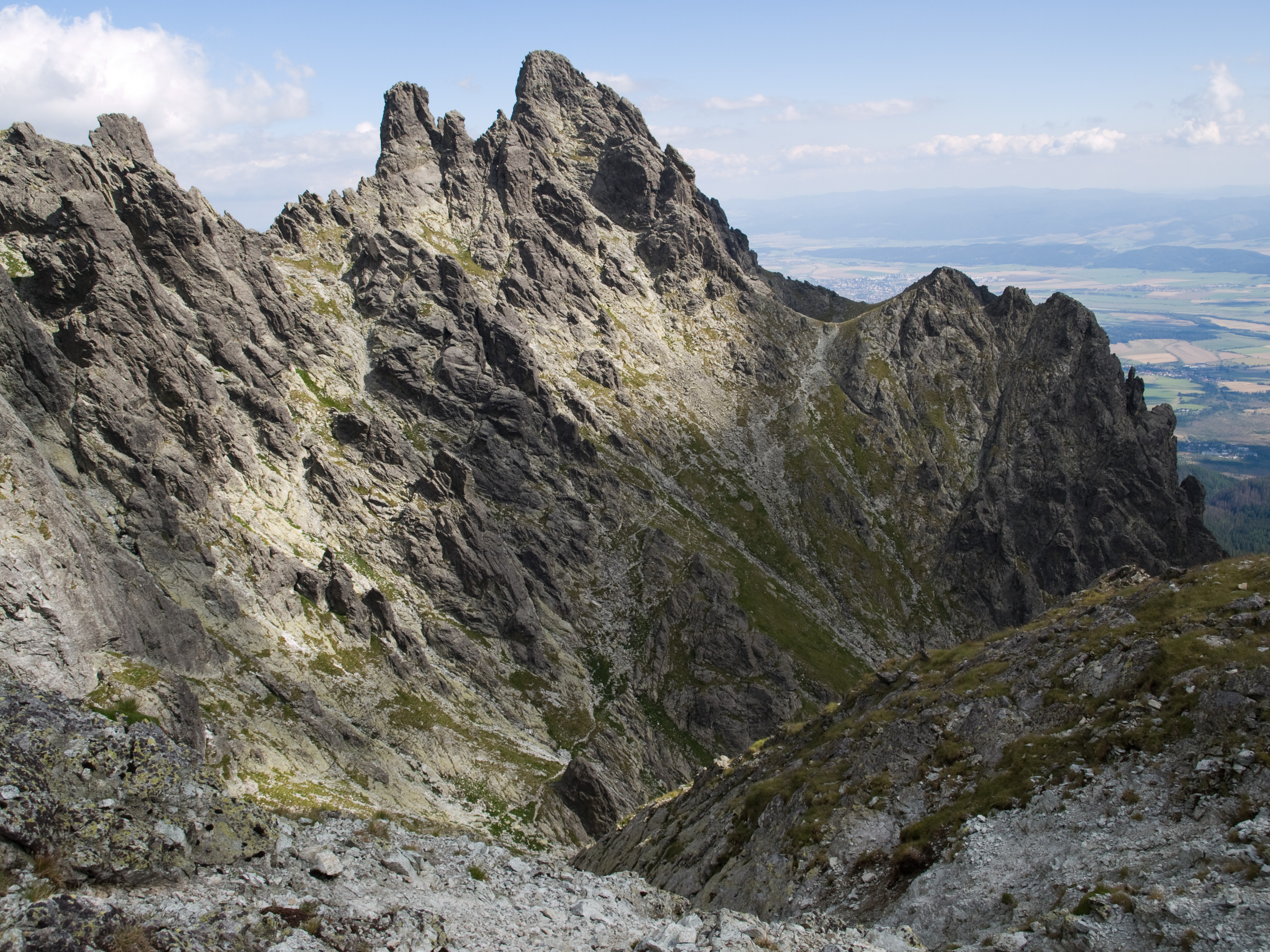
Granacki Kocioł – górne piętro Granackiego Żlebu

Granacki Żleb (słow. Granátový žľab) – żleb w słowackich Tatrach Wysokich, będący orograficznie lewym odgałęzieniem Doliny Wielickiej. Jest to środkowy z trzech wielkich żlebów (pozostałe to Dwoisty Żleb i Kwietnikowy Żleb) opadających do Doliny Wielickiej z okolic Granackiej Ławki – systemu zachodów i półek biegnących wzdłuż południowo-zachodnich ścian Granatów Wielickich. Żleb pnie się z Wielickiego Ogrodu w kierunku Wyżniej Granackiej Szczerbiny i rozwidla się na kilka odnóg na wysokości Granackiej Ławki.
Dolne fragmenty Granackiego Żlebu są dość wąskie, występują tam progi skalne. Górne piętro Granackiego Żlebu przekształca się w Granacki Kocioł (Granátový kotol), w którym rozszerza się ono w formie wachlarza i wiedzie dalej w górę pod Wielką Granacką Turnię i Małą Granacką Turnię. Żleb oddziela od siebie turnie należące do grupy Granackich Baszt: Podufałą Basztę na północnym zachodzie i Wielką Granacką Basztę na południowym wschodzie. Tuż ponad żlebem, od jego północno-zachodniej strony, wznoszą się Podufałe Mnichy, natomiast w miejscu, w którym rozszerza się on w kocioł, po przeciwnej stronie tkwi Granacka Strażnica. Dnem żlebu płynie potoczek. Zimą teren ten jest zagrożony lawinami.